# محمد غفران
ميرزا محمد غفران (حوالي 1857 - حوالي 1926) عالم ومؤرخ وشاعر بارز من شترال في الفلسفة الإسلامية. وكان شاهدًا على التاريخ المضطرب لمدينة شترال في أواخر القرن التاسع عشر. تُعتَبر مؤلفاته عن أحداث ذلك العصر من أكثر المصادر موثوقية ومصداقية.